# Peter Dutton

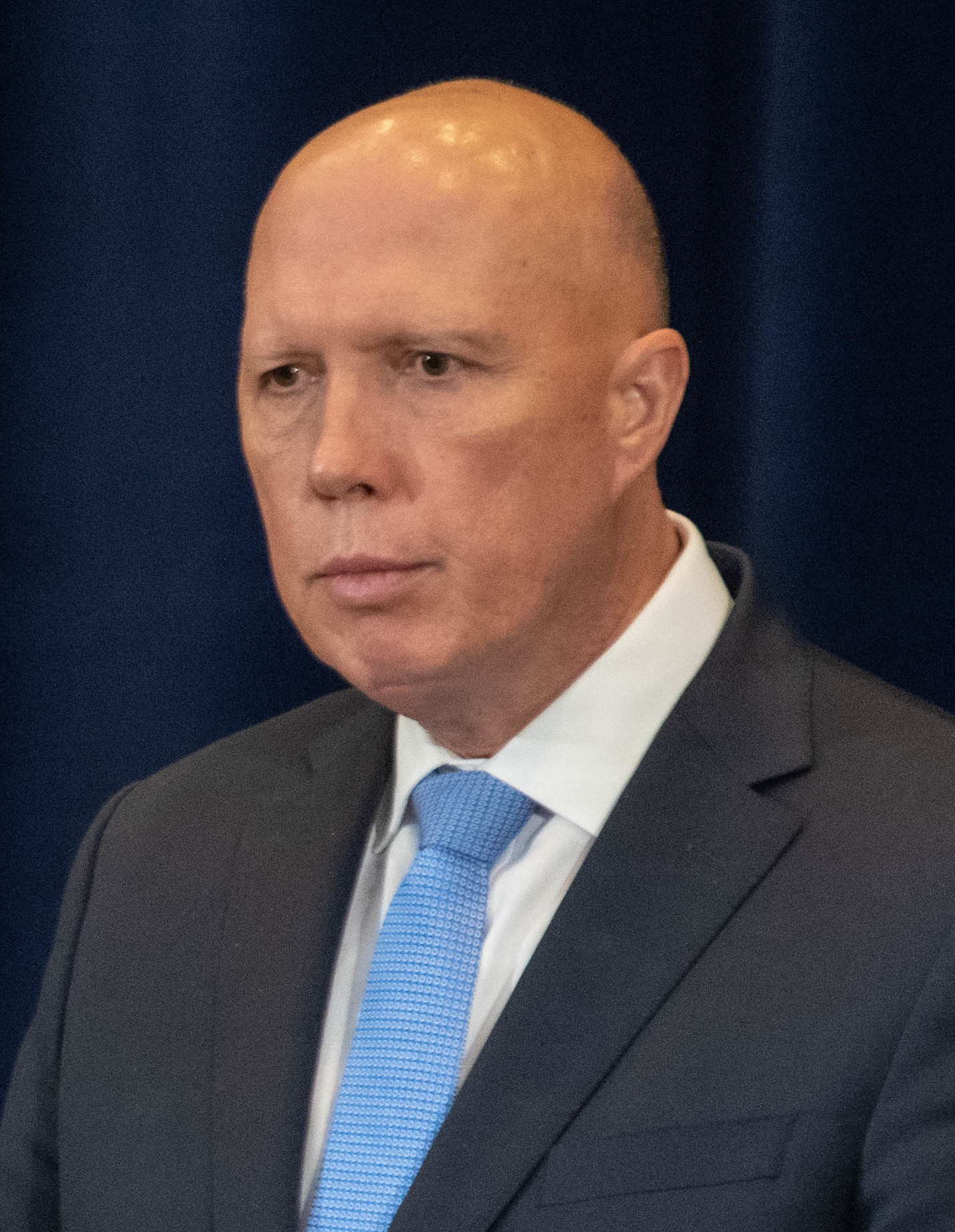
Peter Dutton (2021)

Peter Craig Dutton (* 18. November 1970) ist ein australischer Politiker der Liberal Party of Australia. Er war von Mai 2022 bis Mai 2025 Oppositionsführer im australischen Parlament. Von März 2021 bis Mai 2022 war er Verteidigungsminister des Landes und zuvor Innenminister.
Dutton ist seit 2001 für die Liberale Partei Australiens Mitglied des Australian House of Representatives als Vertretung für den Wahlbezirk Division of Dickson in Queensland. Er wurde fünfmal wiedergewählt.  Am 18. September 2013 wurde Dutton Minister für Gesundheit und Sport. Am 21. Dezember 2014 wurde er Migrationsminister im Department of Immigration and Border Protection unter der Regierung von Tony Abbott und bekleidete dieses Amt auch unter Premierminister Malcolm Turnbull.
Ab 20. Dezember 2017 war er Innenminister. Nachdem er vergeblich versucht hatte, Malcolm Turnbull als Parteichef abzulösen, trat er am 21. August 2018 von seinem Ministeramt zurück. In der innerparteilichen Kampfabstimmung am 21. August 2018 hatte Dutton 35 Stimmen und Turnbull 48 Stimmen erhalten.
Nach der Wahlniederlage bei der Parlamentswahl 2022 verlor er seinen Posten als Verteidigungsminister im bisherigen Kabinett. Am 30. Mai 2022 wurde er als Nachfolger von Scott Morrison zum Parteiführer der Liberal Party und somit zum Oppositionsführer im australischen Parlament gewählt. Nach der Niederlage bei der Parlamentswahl in Australien 2025 erklärte Dutton, sich aus der Politik zurückzuziehen. Dutton hatte bei der Wahl auch seinen eigenen Parlamentssitz verloren, den er seit 2001 gehalten hatte.